# The Very Best of Morrissey
The Very Best of Morrissey è un album raccolta del cantante inglese Morrissey.
Pubblicato il 25 aprile 2011 dalla Major Minor Records, il disco raggiunse la posizione numero 80 della Official Albums Chart.

## Realizzazione
L'album comprende materiale di Morrissey che va dal 1988, anno del suo disco d'esordio Viva Hate, fino al 1995 anno di pubblicazione del suo singolo Sunny. Tutte le tracce sono state rimasterizzate per l'occasione e, la foto di copertina, è stata realizzata da Linder Sterling, artista e musicista con la band Ludus, amica personale del cantante ed autrice di diverse foto utilizzate nei vari lavori dell'ex Smiths.
Per promozionare la raccolta venne ripubblicato, su CD e 7", il singolo Glamorous Glue, che raggiunse la posizione numero 69 nella Official Singles Chart, la più bassa della sua carriera solista.
La versione CD contiene anche un dvd bonus con undici videoclip di brani contenuti nell'album ed il video di I've Changed My Plea To Guilty, registrato dal vivo durante l'apparizione al Jonathan Ross Show del 10 dicembre 1990.

## Tracce
1. The Last of the Famous International Playboys – 3:39
2. You're Gonna Need Someone On Your Side - 3:35
3. The More You Ignore Me, the Closer I Get - 3:42
4. Glamorous Glue - 4:04
5. Girl Least Likely To - 4:48
6. Suedehead - 3:52
7. Tomorrow (US mix) - 3:55
8. Boxers - 3:23
9. My Love Life (US mix) - 4:48
10. Break Up the Family - 3:47
11. I've Changed My Plea To Guilty - 3:38
12. Such a Little Thing Makes Such a Big Difference - 2:50
13. Ouija Board, Ouija Board - 3:46
14. Interesting Drug - 3:19
15. November Spawned a Monster - 5:23
16. Everyday Is Like Sunday - 3:32
17. Interlude (solo version) - 3:39
18. Moon River (extended version) - 9:38

## Bonus DVD
1. The Last of the Famous International Playboys
2. The More You Ignore Me, the Closer I Get
3. Glamorous Glue
4. Suedehead
5. Tomorrow
6. Boxers
7. My Love Life
8. I've Changed My Plea To Guilty (live at Jonathan Ross Show, 10 dicembre 1990)
9. Interesting Drug
10. November Spawned a Monster
11. Everyday Is Like Sunday
12. Sunny